# Colo-Colo
Club Social y Deportivo Colo-Colo (eller bare Colo-Colo) er en chilensk fodboldklub fra hovedstaden Santiago. Klubben spiller i landets bedste liga, Primera División de Chile, og har hjemmebane på stadionet Estadio Monumental David Arellano. Klubben blev grundlagt den 19. april 1925, og har siden da vundet hele 29 mesterskaber og 10 pokaltitler. Dette gør klubben til den ubetinget mest succesfulde i chilensk fodbold nogensinde, med over dobbelt så mange titler som lokalrivalerne Universidad.

## Titler
- Chilensk mesterskab (29): 1937, 1939, 1941, 1944, 1947, 1953, 1956, 1960, 1963, 1970, 1972, 1979, 1981, 1983, 1986, 1989, 1990, 1991, 1993, 1996, 1997 Clausura, 1998, 2002 Clausura, 2006 Apertura, 2006 Clausura, 2007 Apertura, 2007 Clausura, 2008 Clausura, 2009 Clausura

- Chilensk pokalturnering (10): 1958, 1974, 1981, 1982, 1985, 1988, 1989, 1990, 1994, 1996

## Kendte spillere
| - Marcelo Barticciotto (1988–92, 1996–02) - Claudio Borghi (1992) - Sebastián Cejas (2006–07) - Marcelo Espina (1995–98, 2001–04) - René Houseman (1982) - Marco Etcheverry (1994) - Emerson Pereira da Silva (1995–98, 2000) - Severino Vasconcelos (1978–83) - Miguel Aceval (2001–06, 2007) - Sergio Ahumada (1970–74) - Luis Hernán Álvarez (1958–65) - David Arellano (1925–27) - Francisco Arrué (1994–99) - Fernando Astengo (1986) - Ivo Basay (1995–99) - Claudio Bravo (2002–06) - Víctor "Pititore" Cabrera (1985) - Carlos Caszely (1967–73, (1978–83, 1985–86) - Jorge Contreras (1993–94) - Pablo Contreras (1996–99) - Nicolás Córdova (1997–00) - Humberto Cruz (1963–71) - Misael Escuti (1946–64) - Jorge Espinoza (1972–79) - Fabián Estay (1995–96) - Matías Fernández (2004–06) - Gonzalo Fierro (2002–08) - Elías Figueroa (1982) - Miguel Ángel Gamboa (1974) - Lizardo Garrido (1982) - Aníbal González (1992, 1994) - Rafael González (1969–?) - Sebastián González (1998–02, 2009) - David Henríquez (1995–02, 2003–04, 2005–07) - Leonel Herrera Rojas (1967–74, 1979–86) - Leonel Herrera Silva (1989, 1991, 1993, 1995) | - Alejandro Hisis (1982–85, 1992) - Gonzalo Jara (2007–09) - Braulio Leal (2000–04, 2005–06) - Sergio Livingstone (1957) - Eduardo Lobos (2000–03) - Frank Lobos (1998–99, 2006) - Jaime Lopresti (2000–02) - Claudio Maldonado (1998–99) - Héctor Mancilla (2006) - Javier Margas (1990–95, 1996) - Rodrigo Meléndez (2006–) - Luis Mena (1996–) - Gabriel Mendoza (1991–96, 2001) - Sergio Messen (1971–74) - Rodrigo Millar (2007–) - Cristián Montecinos (1999) - Daniel Morón (1989–95) - Manuel Muñoz (1949–58) - Raúl Muñoz (1997–02) - Adolfo Nef (1973–80) - Manuel Neira (1994–95, 1997–99, 2002–04) - Raúl Ormeño (1975–91) - Mario Osbén (1980–85) - Esteban Paredes (2009–) - Simón Parra (1966–76) - Jaime Pizarro (1983–93) - Luis Ignacio Quinteros (1996–03) - Marcelo Ramírez (1984–89, 1991–01) - Miguel Ramírez (1991–95, 2004–05) - Carlos Reinoso (1970) - Pedro Reyes (1993–98) - Miguel Riffo (2002–) - Carlos Rivas (1978–82) - Jorge (George) Robledo (1953–58) - Ted Robledo (1953–55) | - Francisco Rojas (1994–95, 1996–00) - Ricardo Rojas (2008) - Roberto Rojas (1983–87) - Sebastián Rozental (2001–02) - Hugo Eduardo Rubio (1986–87, 1991–94, 1995–96) - Alexis Sánchez (2006–07) - José Luis Sierra (1996–98, 1999–01) - Humberto Suazo (2006–07) - Guillermo Subiabre (1927–34) - Héctor Tapia (1994–98, 2001, 2005) - Jorge Toro (1959–62) - Juan Pablo Úbeda (2003–04) - Francisco Valdés (1961–69), (1972–75) - Jorge Valdivia (2003–06) - Dion Valle (1993–95) - Marcelo Vega (1993–95) - Jaime Vera (1983–88) - Arturo Vidal (2006–07) - Eduardo Vilches (1989–94) - Moisés Villarroel (2003–08) - Oscar Wirth (1979–80) - Patricio Yáñez (1991–95) - Iván Zamorano (2003) - Andrés González (2006) - Giovanni Hernández (2007) - Macnelly Torres (2008–) - Eduardo Hurtado (1993) - Celso Ayala (2006) - Lucas Barrios (2008–09) - Domingo Salcedo (2008–10) - Daniel Sanabria (2005) - Claudio Arbiza (1996–00) - Luis Barbat (1994–96) - Gustavo Biscayzacú (2007–08) - Andrés Scotti (2010–) - José Manuel Rey (2009) - Jonny Walker (2003) |

## Danske spillere
- Ingen